# NGC 2791
NGC 2791 (również PGC 26088) – galaktyka spiralna (S), znajdująca się w gwiazdozbiorze Raka. Odkrył ją Albert Marth 21 grudnia 1863 roku.